# 艾曼·胡辛
艾曼·胡辛（阿拉伯语：‎，1996年1月21日—），是一名伊拉克職業足球員，現效力伊拉克超級足球聯賽球隊巴格達空軍。

## 榮譽
CS斯法克斯人
- 突尼西亞盃冠軍 : 2018–19

巴格達空軍
- 伊拉克足球超級聯賽冠軍 : 2020–21
- 伊拉克足總盃冠軍 : 2020–21

伊拉克國家隊
- 阿拉伯海灣盃冠軍 : 2023

## 外部連結
- Soccerway資料庫：艾曼·胡辛
- Aymen Hussein （页面存档备份，存于）